# Gascar
Gascar — газопровід, який з'єднує мережі бразильських штатів Сан-Паулу та Ріо-де-Жанейро.
У 1990-х роках сусідні штати Сан-Паулу та Ріо-де-Жанейро вже сполучили за допомогою газогону Gaspal діаметром 500 мм. Проте в кінці 2000-х очікувалось значне зростання надходжень до Сан-Паулу болівійського газу, оскільки оператор проекту на півдні цієї країни бразильська Petrobras реалізовувала плани по введенню в експлуатацію родовища Ітау та розширенню видобутку на Сабало і Сан-Альберто. Як наслідок, у 2008 році ввели в дію газопровід Gascar, який починається західніше від міста Сан-Паулу в Кампінас (сюди під'єднаний болівіський експортний трубопровід Gasbol) та тягнеться до Жапері, де сполучається із створеним у штаті Ріо-де-Жанейро газотранспортним коридором (Gascab — Gasduc — Gasvol/Gasjap). Gascar має довжину 457 км та виконаний в діаметрі 700 мм.
В районі Таубате до Gascar приєднується споруджений в 2010 році газопровід Gastau від газопереробного заводу Карагуататуба, який здійснює підготовку продукції офшорних родовищ.